# Symsagittifera macnaei
Symsagittifera macnaei är en plattmaskart som först beskrevs av Ernst Marcus 1957.  Symsagittifera macnaei ingår i släktet Symsagittifera och familjen Sagittiferidae. Inga underarter finns listade i Catalogue of Life.